# The Simpsons Guy
The Simpsons Guy («Симпсоновский Парень») — первая серия тринадцатого сезона мультсериала «Гриффины». Премьерный показ состоялся 29 сентября 2014 года на канале FOX. Эпизод — часовой кроссовер сразу двух популярнейших мультсериалов: «Гриффины» и «Симпсоны».

## Сюжет
Питер хочет вести собственную рубрику комиксов в одной из местных газет. Однако эти шутки оказываются слишком обидными, особенно для женщин Куахога. Начинается бунт, дом Гриффинов окружён. Лоис предлагает уехать на некоторое время из города для того, чтобы весь этот скандал с комиксами утих.
По дороге машину Гриффинов угоняет неизвестный. Питер пытается понять, где они с семьёй застряли и как им теперь отсюда выбираться. Оказывается, они попали в Спрингфилд. В одном из местных магазинов им попадаются пончики — любимое лакомство Гомера Симпсона, но вот незадача: все деньги остались в машине, которую украли. Неожиданно появляется и сам Гомер, который оплачивает покупку пончиков и делится коробкой с Гриффинами. Вместе они отправляются в дом к Симпсонам. Знакомство проходит весьма удачно: Стьюи очень нравятся проделки, шутки и приколы Барта, Брайану приходится приглядывать за Маленьким Помощником Санты, с Крисом своей соской делится Мегги. Питер и Гомер отлично ладят друг с другом: вместе они решают разыскать машину Гриффинов. И лишь Мег грустит: она завидует Лизе количеству её личных достижений, сама же Лиза пробует открыть талант в Мег, но все безуспешно, пока дело не доходит до саксофона: Мег отлично на нём играет, Лизе становится стыдно за то, что кто-то играет на инструменте лучше неё самой. На одной из прогулок от Брайана и Криса сбегает пёс Симпсонов, оба в панике: как признаться, что Помощник Санты убежал?
Стьюи, увидев, как Барта обижает Нельсон, решает того проучить: заперев его в темной комнате, он готовит для него различные пытки, заставляет съесть свои шорты. Совершенно случайно находится машина Гриффинов: оказывается, её случайно угнал старик Ганс. Гомер с Питером решают отпраздновать в баре находку: но между друзьями намечается ссора, когда Гомер утверждает, что любимое пиво Питера — плагиат пива Duff, которое так боготворит сам Симпсон. Догадки подтверждаются, когда под этикеткой Потакетского Эля обнаруживается этикетка пива Duff. Симпсон подает в суд на компанию из Куахога и выигрывает дело, Гриффины пакуют чемоданы, осознавая, что в городе своих рабочих мест лишатся тысячи ни в чём не повинных людей. Гомер решает извиниться перед Питером, но в итоге нарывается на драку, в результате которой, однако, побеждает ничья: герои прощаются, оставаясь друзьями.
Барт, узнав, что Стьюи сделал с его врагами, не хочет больше с ним общаться, с опаской убегая домой. Маленький Помощник Санты сам прибегает домой, Брайан вздыхает с облегчением, Лиза дарит свой саксофон Мег, но Питер выбрасывает его в мусорное ведро. Уже дома Брайан спрашивает Стьюи, сильно ли тот расстроился из-за неудавшейся дружбы с Бартом. Стьюи говорит, что всё хорошо, убегает в комнату, и уже там, плача навзрыд, пишет на доске одну фразу: «Я не буду думать о Барте».

## Рейтинги
- Рейтинг эпизода составил 4.5 среди возрастной группы 18—49 лет.
- Серию посмотрело порядка 8.4 миллиона человек.
- Серия уступила по количеству зрителей «Симпсонам» в тот вечер Animation Domination на канале FOX.[1]

## Критика
Обзор в газете USA Today от Майка Фосса включал и оценку премьерного эпизода сериала. Он приводит в целом положительные оценки, однако критикует то, как команда редакторов «Гриффинов» написала сценарий для серии, тем самым убрав некоторые элементы юмора сериала «Симпсоны».
Джейсон Хьюз из издания «The Wrap» также похвалил эпизод, но отметил, что некоторые сцены, в частности, битва Гомера и Питера, а также эротическая автомойка абсолютно нетипичны для юмора «Симпсонов». Также он отметил, что отвращение Барта к поведению Стьюи является «хорошим моментом в шоу», разграничивая тем самым два шоу.